# Cabo Espichel
Cabo Espichel is een kaap gelegen in het westen van Sesimbra in Portugal. Toeristen komen naar deze kaap vanwege het uitzicht op de Atlantische Oceaan.
De locatie is beroemd vanwege een heiligdomcomplex (Santuário de Nossa Senhora do Cabo Espichel) dat zeer dicht bij de rand van de hoge kliffen gebouwd is. Dit complex bevat onder andere een kerk die nog steeds in gebruik is.
Ook zijn er verschillende dinosaurusfossielsporen gevonden in een aantal van de nu gekantelde lagen die de kliffen van de kaap vormen.